# Campeonato Mundial de Halterofilismo de 2019 - Até 71 kg feminino
A categoria até 71 kg feminino foi um evento do Campeonato Mundial de Halterofilismo de 2019, disputado no Centro Nacional de Treinamento Esportivo Oriental, em Pattaya, na Tailândia, no dia 23 de setembro de 2019. 

## Calendário
Horário local (UTC+7)
| Dia            | Horário | Fase    |
| -------------- | ------- | ------- |
| 23 de setembro | 12:00   | Grupo B |
| 23 de setembro | 17:55   | Grupo A |

## Medalhistas
| Evento    | Ouro                | Ouro   | Prata               | Prata  | Bronze              | Bronze |
| --------- | ------------------- | ------ | ------------------- | ------ | ------------------- | ------ |
| Arranque  | Katherine Nye (USA) | 112 kg | Kim Hyo-sim (PRK)   | 110 kg | Mattie Rogers (USA) | 106 kg |
| Arremesso | Katherine Nye (USA) | 136 kg | Mattie Rogers (USA) | 134 kg | Emily Muskett (GBR) | 126 kg |
| Total     | Katherine Nye (USA) | 248 kg | Mattie Rogers (USA) | 240 kg | Kim Hyo-sim (PRK)   | 230 kg |

## Recordes
Antes desta competição, o recorde mundial da prova era o seguinte:
| Recorde         | Tipo      | Atleta             | Peso   | Local    | Data                  |
| Recorde Mundial | Arranque  | Padrão mundial     | 117 kg |          | 1 de novembro de 2018 |
| Recorde Mundial | Arremesso | Zhang Wangli (CHN) | 152 kg | Asgabade | 6 de novembro de 2018 |
| Recorde Mundial | Total     | Zhang Wangli (CHN) | 267 kg | Asgabade | 6 de novembro de 2018 |

## Resultado
Os resultados foram os seguintes. 
| Pos.              | Atleta                      | Grupo | Arranque (kg) | Arranque (kg) | Arranque (kg) | Arranque (kg)     | Arremesso (kg) | Arremesso (kg) | Arremesso (kg) | Arremesso (kg)    | Total |
| Pos.              | Atleta                      | Grupo | 1             | 2             | 3             | Resultado         | 1              | 2              | 3              | Resultado         | Total |
| ----------------- | --------------------------- | ----- | ------------- | ------------- | ------------- | ----------------- | -------------- | -------------- | -------------- | ----------------- | ----- |
| Medalha de ouro   | Katherine Nye (USA)         | A     | 106           | 107           | 112           | Medalha de ouro   | 131            | 136            | 141            | Medalha de ouro   | 248   |
| Medalha de prata  | Mattie Rogers (USA)         | A     | 103           | 106           | 108           | Medalha de bronze | 130            | 134            | 137            | Medalha de prata  | 240   |
| Medalha de bronze | Kim Hyo-sim (PRK)           | A     | 106           | 110           | 113           | Medalha de prata  | 120            | 125            | —              | 6                 | 230   |
| 4                 | Emily Muskett (GBR)         | A     | 94            | 97            | 100           | 4                 | 124            | 126            | 131            | Medalha de bronze | 226   |
| 5                 | Anastasia Anzorova (RUS)    | A     | 95            | 99            | 102           | 5                 | 120            | 126            | 128            | 7                 | 219   |
| 6                 | Maya Laylor (CAN)           | A     | 94            | 97            | 97            | 7                 | 120            | 124            | 126            | 4                 | 218   |
| 7                 | Yekaterina Bykova (KAZ)     | A     | 88            | 91            | 93            | 10                | 117            | 120            | 124            | 8                 | 211   |
| 8                 | Kristel Macrohon (PHI)      | A     | 90            | 95            | 95            | 12                | 120            | 125            | 125            | 5                 | 210   |
| 9                 | Ecaterina Tretiacova (MDA)  | A     | 88            | 92            | 94            | 8                 | 110            | 114            | 116            | 10                | 208   |
| 10                | Nicole Rubanovich (ISR)     | A     | 93            | 96            | 98            | 6                 | 105            | 108            | 111            | 14                | 204   |
| 11                | Jolanta Wiór (POL)          | A     | 91            | 91            | 93            | 9                 | 111            | 111            | 111            | 11                | 204   |
| 12                | Nadia Yangui (CAN)          | B     | 83            | 86            | 89            | 14                | 110            | 114            | 117            | 9                 | 203   |
| 13                | Gintarė Bražaitė (LTU)      | B     | 88            | 90            | 90            | 11                | 105            | 110            | 114            | 12                | 200   |
| 14                | Sally Bennett (GBR)         | B     | 89            | 92            | 92            | 13                | 107            | 107            | 112            | 15                | 196   |
| 15                | Marina Ohman (ISR)          | B     | 84            | 88            | 90            | 15                | 99             | 102            | 104            | 19                | 192   |
| 16                | Elham Hosseini (IRI)        | A     | 83            | 90            | 91            | 21                | 103            | 108            | 112            | 13                | 191   |
| 17                | Yasmin Zammit Stevens (MLT) | B     | 82            | 85            | 85            | 18                | 102            | 105            | 107            | 17                | 190   |
| 18                | Nina Rondziková (SVK)       | B     | 80            | 84            | 84            | 20                | 100            | 104            | 106            | 16                | 190   |
| 19                | Lijana Jakaitė (LTU)        | B     | 81            | 84            | 85            | 17                | 100            | 104            | 108            | 18                | 189   |
| 20                | Simona Hertlová (CZE)       | B     | 84            | 87            | 87            | 19                | 102            | 105            | 107            | 20                | 186   |
| 21                | Julie Nielsen (DEN)         | B     | 82            | 85            | 87            | 16                | 95             | 99             | 99             | 23                | 182   |
| 22                | Mette Pedersen (DEN)        | B     | 80            | 80            | 83            | 22                | 92             | 96             | 98             | 22                | 176   |
| 23                | Katey Byrd (IRL)            | B     | 74            | 77            | 77            | 24                | 94             | 97             | 100            | 21                | 174   |
| 24                | Abrisham Arjomandkhah (IRI) | B     | 73            | 77            | 81            | 23                | 93             | 98             | 99             | 24                | 170   |